# شخصيات ديفل ماي كراي

الشخصيات متكررة الظهور من لعبة ديفل ماي كراي كما هو موضّح: شخصية فيرجل في الخلف وتريش ودانتي في المنتصف، ونيرو في المقدمة

ديفل ماي كراي هي سلسلة من ألعاب الفيديو الحديثة، صُممت من مطور ومصمم ألعاب الفيديو هيداكي كاميا وطورتها شركة الألعاب كابكوم وكلوفر ستوديو. أدى نجاح السلسلة إلى ظهور كتب مصوّرة، وروايات، وسلسلة أنمي وشروحات اللعب ومقتنيات ومجموعة متنوعة من دمى الشخصيات. يركز الجزء الأول من اللعبة على دانتي في مهمة صيد الشيطان وإبادة الأرواح الشريرة انتقاماً لموت والدته إيفا. في هذه المهمة، يواجه شقيقه التوأم فيرجيل المفقود منذ فترة طويلة والذي تربطه به علاقة مختلفة. مع تقدم القصة، يواجه دانتي عدو والده اللدود الذي وجد أنه مسؤول عن مقتل والدته، وهو إمبراطور شيطاني يدعى موندوس.
بعد سنوات من ظهور النسخة الأولى، طورت كابكوم ألعاب جديده من ديفل ماي كراي بشخصيات جديدة. في الجزء الثاني من ديفل ماي كراي، تساعد دانتي امرأة أكبر سناً منه تُدعى لوسيا في تحرير بلدته من الشياطين. في الجزء الثالث من ديفل ماي كراي : دانتي اويكينق، يوقظ دانتي اليافع قواه الشيطانية عندما يواجه شقيقه بمساعدة من الشخصية ليدي وهي امرأة تكافح من أجل تعويض عائلتها. يركز الجزء الرابع والخامس من ديفل ماي كراي على شاب يدعى نيرو وهو صياد شياطين له صلة قرابه بـ دانتي، وظهور الشخصية ڤي، وهو شاب من 5 سنوات يتمنى أن يهزم الملك الشيطاني الذي يدعى بـ أوريزن. أنشأت أيضاً شركة تطوير الالعاب نينجا ثيوري نسخة معدلة من السلسة بعنوان دي إم سي: ديفل ماي كراي التي تفرض نسخة بديلة من شخصية دانتي الذي يكتشف تاريخه خلال مواجهة الشياطين التي تسطير على بُعد موازي يسمى ليمبو.
في الجزء الثاني من ديفل ماي كرايصُممت شخصية نيرو وبقية الشخصيات مِن العديد من المصممين، وأبرزهم بنغو موريهاشي مع مصممين آخرين مثل: دياغوايكانو وتاتسويا يوشيكاوا. ومع تغيير فريق عمل المصممين لكل لعبة، استُخدم محرك آر إي  في الجزء الخامس من لعبة ديفل ماي كراي لغرض منح الشخصيات طابع أكثر واقعية. لاقى دور وتصوير شخصية دانتي في السلسلة استقبالاً جيداً من صحفيين الألعاب مع الإشادة بممثلين الشخصيات المستمرين منذ الجزء الثالث لـ ديفل ماي كراي وذلك يعود لمعالجة طرح الاحداث.

## فكرة الشخصيات والمؤثرات
قال مبتكر السلسلة هيداكي كاميا إن شخصية عنوان سلسلة المانجا: كوبرا، للمخرج بويتشي تيراساوا هي كانت أساس شخصية دانتي. حيث يرتدي دانتي معطف فضفاض أحمر لجعل تصرفاته أكثر لفتاً للنظر؛ واللون الأحمر هو اللون الياباني التقليدي للبطل. اللعبة تقريباً مقتبسة من القصيدة الإيطالية: الكوميديا الإلهية من خلال استخدامها تلميحات لبطل اللعبة دانتي (الذي سُمي على اسم دانتي أليغييري) في القصيدة وشخصيات أخرى مثل فيرجيل(فيرجيل) وتريش (بياتريس بورتيناري). ولم يعِر المطورين اهتماماً لـ شخصية دانتي ولوسيا من ناحية ارتدائهم ملابس من علامة ديزل الإيطالية.
بعد فترة وجيزة من إطلاق الجزء الثاني من ديفيل ماي كراي، قرر مطور الجزء الخامس من اللعبة هيدياكي إتسونو أن على موظفي شركة كابكوم تطوير لعبة جديدة من السلسلة التي عرفت بـ اسم ديفيل ماي كراي اويكنق. جرى توظيف موريهاشي مرة أخرى، لكن هذه المرة أخذ دوراً أكبر أثناء تطوير اللعبة ونظراً لأنه لم يكن ذا خبرة في التخطيط، فقد جرى منحه دور كتابة السيناريو. مُنح دانتي, الشخصية رئيسية في اللعبة، توصيفاً مختلفاً خلافاً عما كان عليه في الجزء الأول من اللعبة وذلك لأن مبتكر الشخصية الأصلي هيداكي كاميا لن يشارك في المشروع. استمتع بنغو موريهاشي بتصميم دور دانتي في اللعبة في حين أن شعوره بأن تصميمه للشخصية لا يساوي شعبية الشخصية الأصلية. شعر موريهاشي بالتحدي في ابتكار شخصية شقيق دانتي المعروف بـ فيرجل، لأنه لم يكن لديه خبرة تصميم سابقة، ومع ذلك كان عليه أن يبتكر تجربة جديدة كاملة للفنانين. صُمّم نموذج تحول شخصيتي دانتي وفيرجل من مصمم الشخصيات كازوما كانيكو الذي يعمل لدى شركة الألعاب اليابانية أَتلُس والذي لاقى تصميمه اعجاب موظفو كابكوم، وشعر دياغو ايكانو أن عمل كانيكو لم يكن تصميم صعباً.